# Cristina Canale

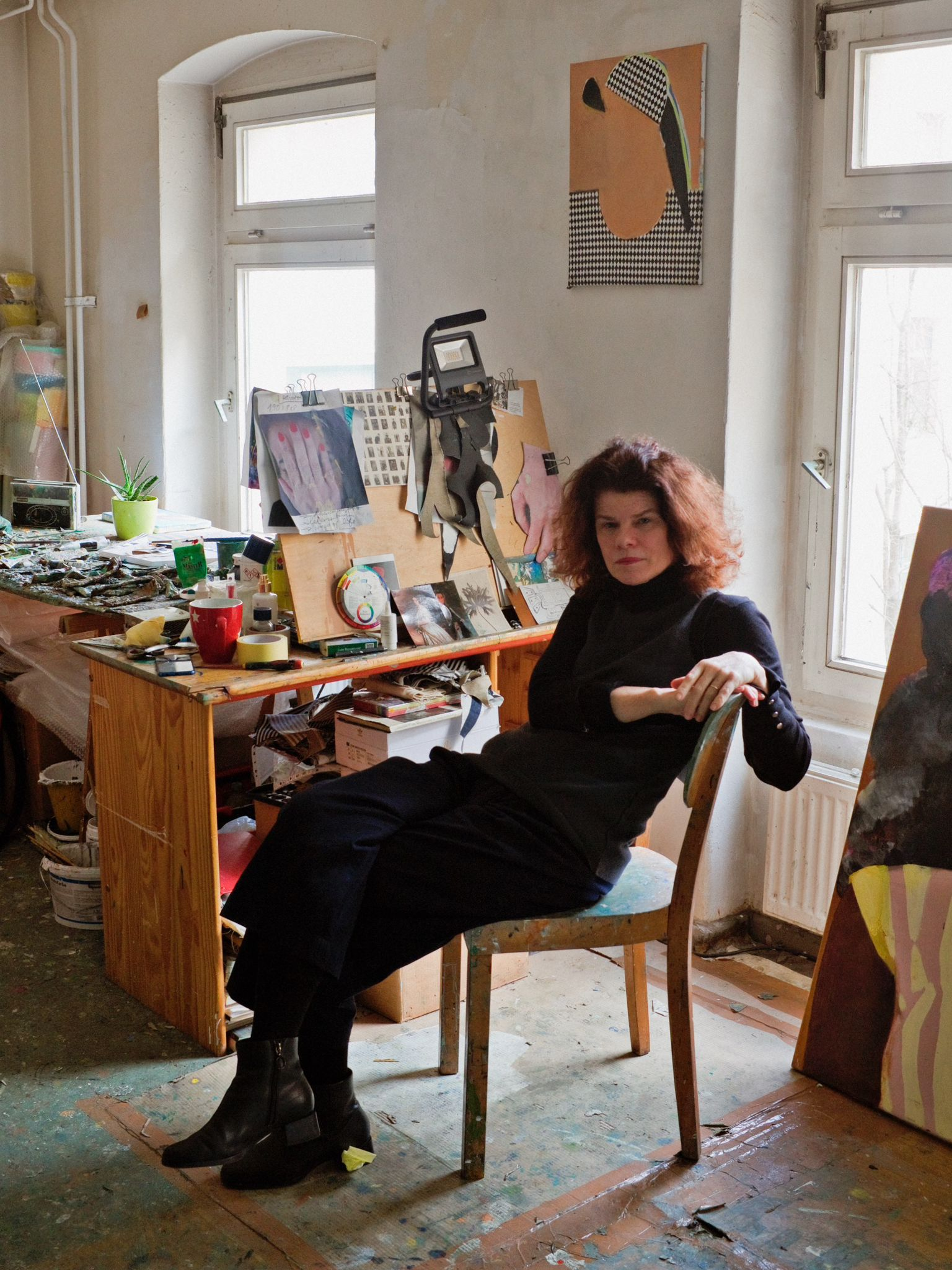
Cristina Canale em seu ateliê em Berlim, em 2020. Foto: Luíza Baldan.

Cristina Canale (Rio de Janeiro, 1961) é uma pintora brasileira que vive e trabalha em Berlim, na Alemanha, desde os anos 1990. 

## Biografia
Filha de um pai engenheiro, a carioca Cristina Canale percebeu muito cedo uma tendência a se expressar através do balé, prática usada para corrigir uma escoliose. Além disso sempre gostou de usar suas mãos. Cristina estudou economia na PUC do Rio de Janeiro.
E já em 1984, participou da icônica exposição coletiva Como Vai Você, Geração 80?, firmando-se na cena artística brasileira como uma das integrantes daquela que seria conhecida como Geração 80, ao lado de nomes como o de Adriana Varejão, Angelo Venosa, Beatriz Milhazes, Daniel Senise, Leda Catunda, entre outros. Em 1993, estabeleceu-se definitivamente na Alemanha após receber uma bolsa de fomento à criação artística do estado de Brandenburg, que também lhe garantia uma residência artística no Schloss Wiepersdorf (Palácio de Wiepersdorf). Nesse mesmo ano, também foi premiada com uma bolsa de estudos. 
Em paralelo com seu estudo de desenho e pintura na Escola de Artes visuais do Parque Lage,  seus primeiros desenhos tiveram como forte influência a exuberância da paisagem do Rio de Janeiro. Suas curvas, subposições, volumes das pedras e a espacialidade, mas também a arquitetura modernista no Brasil.

A ilustração do IV centenário do Rio de Janeiro também influência o inconsciente de Cristina. E apesar da artista não ser modernista ou geométrica, esse modernismo da década de 60 atua em seu trabalho por seu aspecto espacial e organizacional. Além da arquitetura e da paisagem, grandes pintores da história da arte brasileira a influenciaram fortemente, como o livro de fascículos dos grandes pintores de nossa época, como também o artista Alberto da Veiga Guignard e posteriormente a arte japonesa.

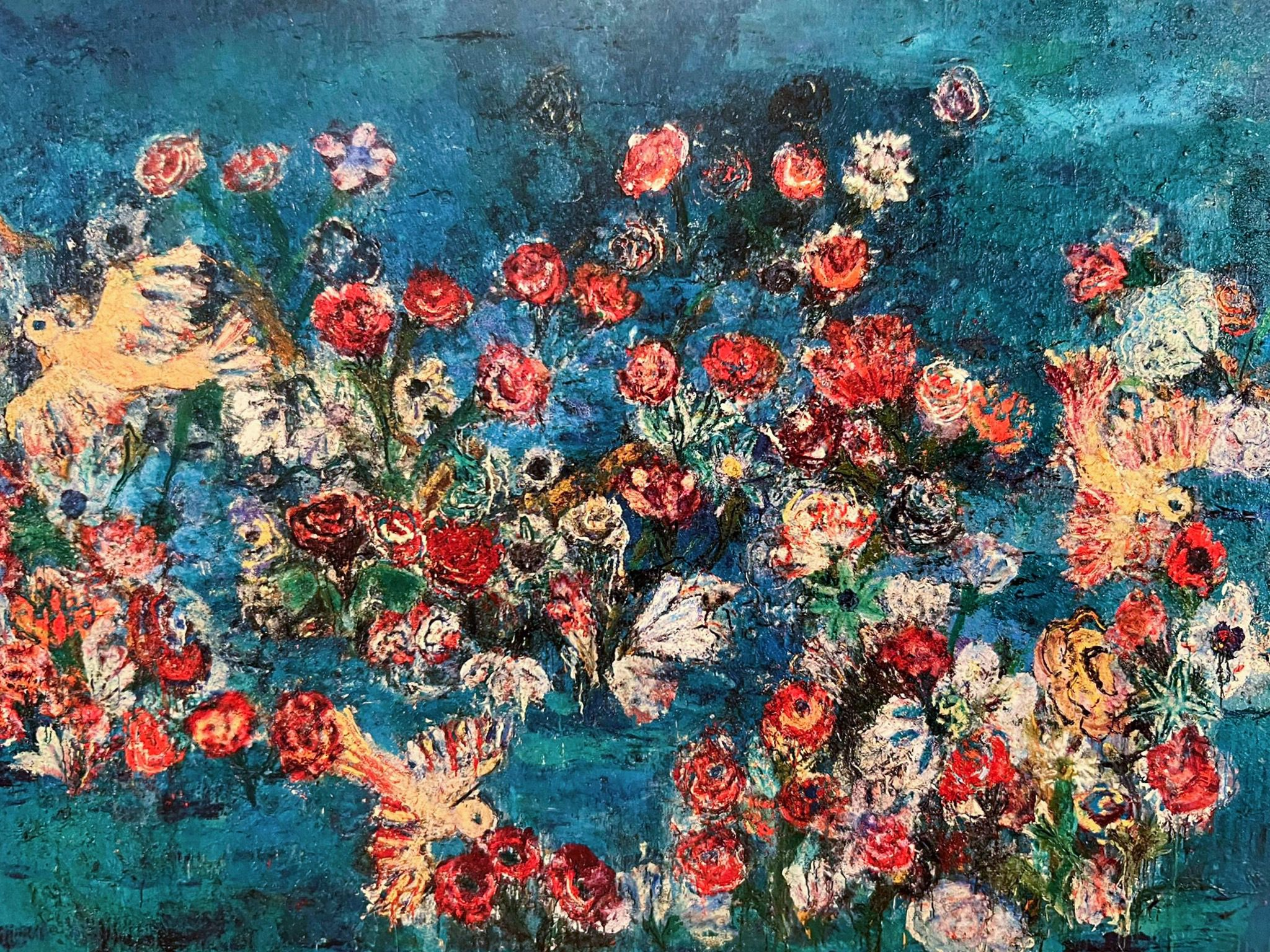
Sem título, 1991. 240 x 310 cm. Óleo sobre tela. Acervo: Pinacoteca de São Paulo.

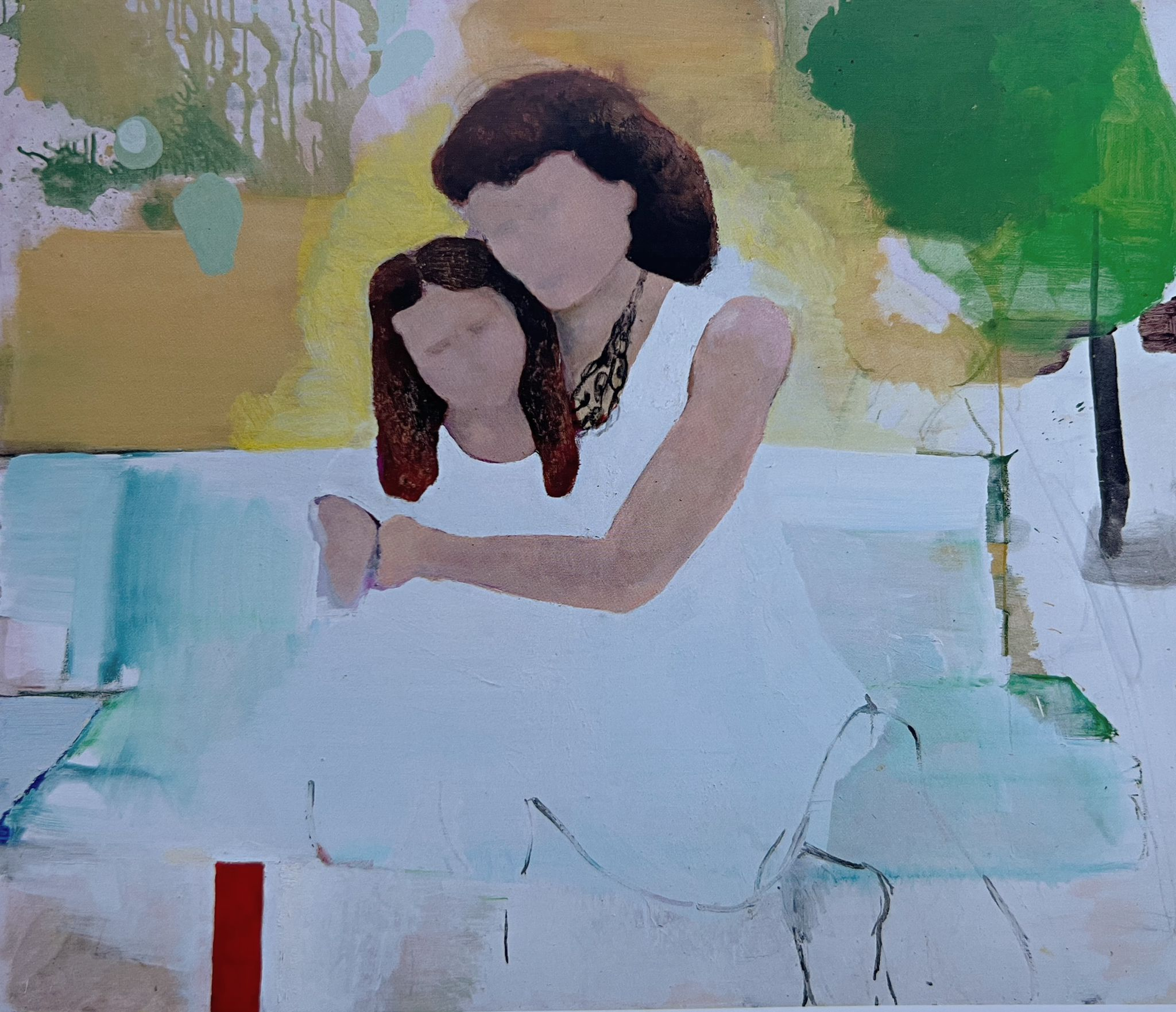
Mãe e Filha II, 2007. Técnica mista sobre tela. Dimensões: 140 x 165 cm.

Em um dos textos para o catálogo de sua exposição individual no Museu de Arte Moderna do Rio de Janeiro (MAM-RJ), "Cristina Canale: Arredores e Rastros", realizada em 2010, Luiz Camillo Osório afirma:
"A ida para Berlim em meados da década de 1990 deu à pintura de Cristina Canale uma personalidade própria, um estilo singular. Se já se destacava entre os pares da geração 80, a partir daí sua obra ganhou força incontestável. Seu compromisso com a pintura, ao contrário de lançá-la para fora do seu tempo, vai comprometê-la com as múltiplas temporalidades que convivem e se enfrentam no presente. Sua pincelada assume a crença moderna na potência autônoma da forma. A experiência da pintura deve se sustentar por si mesma, sem se pautar em uma referência externa, nem tampouco se isolar numa intransitividade que recuse o mundo. Não se trata de uma crença arbitrária e formalista, indiferente às questões do presente, mas de uma aposta na capacidade de o olhar criar para si desejos e sentidos próprios. O tempo do olhar potencializa a experiência e não se esgota na identificação de algo fora dela. Seja na aspereza mais opaca da série dos botânicos, seja na vibração cromática das pinturas mais recentes, sua obra cativa o espectador no primeiro contato. Diante de suas telas surge-nos uma figuração que parece existir por si, independentemente das convenções pictóricas que estruturam o aparecer das coisas. Há uma intensidade plástica que convoca o olhar sem um sentido dado de antemão. Convocação que põe o olho a trabalhar na difícil transformação da mera sensação em sugestão de sentido".  
Em seu livro mais recente, Faces, que reúne sua produção pictórica a partir de meados dos anos 2000, Galciani Neves escreve:
"O contexto social, cultural e artístico realmente sempre adentrou com protagonismo os processos da artista. Quando passou a morar na Alemanha, Canale se concentrou [...] num processamento da matéria pictórica mais diluída e fluida, acercando-se dos objetos que tratava e do ambiente em questão, e consumindo-os mais visceralmente. Nos anos 2000, é possível perceber outra transformação importante em seu percurso. Cristina foi se colocando diante de fortuitos embates (que ela própria não pretende solucionar) entre a figuração e a abstração, e entre a narrativa e o tempo aberto ao não acontecimento. Tais embates seguem se atualizando em seu trabalho, de muitas maneiras, como linguagem. Montanhas, cachoeiras, matas, mar, flores frutos, em detalhes agigantados e em vistas aéreas ou distanciadas, em recortes improváveis, acontecem com a cor entre manchas, respingos, escorridos. A cor é fundamento dessas paisagens".
Cristina Canale participou da XXI Bienal Internacional de São Paulo, em 1991, e da VI Bienal de Curitiba,em 2011. Realizou mostras individuais no Instituto Tomie Ohtake, em 2007, no Museu de Arte Moderna do Rio de Janeiro (MAM-Rio), em 2010, e no Paço Imperial, em 2014. Possui obras no acervo de instituições como a Coleção Gilberto Chateaubriand do MAM Rio; Museu de Arte de São Paulo (MASP); Museu de Arte do Rio (MAR); Pinacoteca do Estado de São Paulo; bem como Instituto Figueiredo Ferraz (IFF), em Ribeirão Preto/SP; no Instituto Itaú Cultural, São Paulo/SP,  e em coleções privadas internacionais, como a Hall Art Foundation (Derneburg, Alemanha/Vermont, EUA) e o Museum No Hero (Delden, Países Baixos).

## Experiência no Parque Lage
Cristina participa da icônica exposição coletiva Como vai você, Geração 80? Nessa época a arte vivia o que foi denominado de desmaterialização da arte. Entretanto, essa desmaterialização não significava imaterialidade, mas a experimentação de métodos alternativos de invenção poética independentes dos ofícios e da produção artesanal de objetos, ao priorizarem a ideia em detrimento da obra (conceituais); a apropriação de objetos descartados pelo consumo em lugar dos procedimentos técnicos convencionais (Arte povera) e a efemeridade de performances e intervenções em lugar da perenidade da obra de arte (Body Art e Land Art), essas tendências da produção contemporânea trilharam caminhos opostos aos da materialidade da pintura, da escultura e demais meios artesanais.
Dessa forma a obra de Canale no Parque Lage bebe dessa desmaterialização. Seus primeiros trabalhos em papel, no entanto, sintetizam elementos fundamentais de sua linguagem desenvolvidos a partir de seus estudos na Escola de Artes Visuais do Parque Lage, onde estudou pintura com John Nicholson, Charles Watson e Luiz Ernesto e colagem com Nelly Gutmacher. Sua produção, durante 1983 e 1984, muitas vezes combinava ambas linguagens, assim como instalações feitas de camadas superpostas de papéis pintados e cortados.
Em 1984 Cristina fez uma espécie de autorretrato de costas, feita com recortes e meias de seda. É a partir dessa obra que Cristina com seus 23 anos decide ser artista visual. Nessa época Canale não estava interessada em pintar, porém seu estilo permanece figurativo contudo, seus materiais eram o papel canson ou cartão com guache, forçando o material ao seu limite. Usando o material de desenho porém, sem a delicadeza que a peça exigia.
Já no ano de 1985, Cristina consegue dividir um estúdio com um amigo no bairro de Santa Teresa, no Rio de Janeiro. Nesse período para totalmente com a figuração. Já na década de 80 a restauração da hegemonia do campo pictórico torna-se o tema central do debate artístico. E é nesse contexto que a pintura retorna. Como também é o momento que Canale escolhe a pintura como sua forma de expressão. Como defende: “Só prazer em pintar, realmente nunca tive. Mesmo nos momentos mais fluidos o meu processo sempre foi pautado em fazer-e -criticar-e-prosseguir, indo e voltando sempre, é empírico e crítico, me solto para ver o que acontece e ter o que analisar, acredito na intuição mais que na razão”.
Sendo assim a produção inicial de Cristina Canale está em consonância com o processo de retomada da pintura no contexto internacional, pois parte considerável dos críticos, curadores, artistas a colecionadores então engajados na volta a esse meio ancestral das artes, a fatura expressiva ẹ o empaste da tinta (chamado essa época de pintura matérica) predominantes no neoexpressionismo alemão.
Assim como observa Sandra Magger: “A nova arte reflete os novos caminhos da pintura da geração 80, distante da racionalidade da arte dos anos 70. Dessa forma, a exposição Como vai você, geração 80? Gerou uma nova expressão pictórica resultando em obras de inegável interesse e importância tanto para a arte brasileira (Cristina Canale, Beatriz Milhazes,Carlito Carvalhosa).
Carvalhosa, Daniel Senise, Enéas Valle, Fábio Miguez, Hilton Berredo, Jorge Duarte, Leda Catunda, Luiz Pizarro, Luiz Zerbini, Nuno Ramos, Paulo Monteiro, Rodrigo Andrade e, posteriormente, Adriana Varejão, Augusto Herkenhoff, entre tantos outros), quanto para a arte produzida no exterior (Anselm Kiefer, A. R. Penck, David Salle, Enzo Cucchi, Francesco Clemente, Georg Baselitz, Jean-Michel Basquiat, jörg Immendorff, Julian Schnabel, Keith Haring, Kenny Scharf, Markus Lupertz, Sandro Chia, por exemplo).
Por fim, existe uma afinidade evidente entre os argumentos que justificavam a mostra brasileira e aqueles que legitimaram todas as exposições internacionais voltadas à mesma época para a defesa da pintura. Porém, após a exposição no Parque Lage, a paisagem carioca passa novamente a inspirar o imaginário de Cristina. Ao passar pelos Arcos da Lapa e pela Catedral Metropolitana, surgem em sua obra desenhos circulares e cruzes
Cristina passa por uma transição entre o figurativo para o geometrismo, Além disso, o tratamento matérico das pinturas iniciais evidenciava seu compromisso com o ideário da Geração 80 absorvido na Escola de Artes Visuais.
Os primeiros trabalhos de Canale trouxeram a materialidade do empaste, do qual não conseguia impor-se como uma maneira de pintar condizente com os signos arquetípicos que então interessavam à artista. Essa disjunção não a satisfazia. Sua vontade de superá-la era maior do que a de buscar na radicalização do divórcio entre imagem e matéria a força necessária para impulsionar o desenvolvimento de uma poética consistente.
Dessa forma, nas paisagens de Cristina Canale produzidas entre 1987 e 1990 o tratamento matérico não está mais a serviço da solidez da cena pintada como seria de esperar. Ao contrário, ela a liquefaz. Parte para a diluição de formas presas e estáticas (de contornos) através da liquidez da tinta e de seu escoamento gerando um novo caminho estético, mais ”paisagístico” aludindo aos contornos das águas do mar, de rios e quedas d'água, e à luminosidade de ilhas, arquipélagos, vales, vulcões.
De acordo com Canale, em 1987, ela também passa a experimentar o uso do spray escorrido, tintas fluidas e solventes escondendo seu gesto na composição, com o despertar de manchas e intervenção mínima do pincel, técnica que chamou de “a fenomenologia da tinta – jogava a tinta na tela e deixava rolar, depois definia o que me interessava”. A artista criou composições diluídas e leves ao permitir que a tinta se espalhasse por si só, o que acaba por evocar os fluxos, a maleabilidade e as constantes mudanças da paisagem natural.
Logo, uma nova linguagem artística ia se desenvolvendo como adubos dessas mudanças, fundos paisagísticos da pintura renascentista e arte japonesa, da fase Edo (perspectiva vertical). Como também na obra “Branco de Medo”, de 1992, feita para uma mostra coletiva em uma galeria de São Paulo e pouco exibida desde então. A paleta de cor baixa e figuras de limites pouco definidos deste trabalho pertencem a uma fase de investigação em modulação cromática e fazem lembrar as paisagens sem céu sobre blocos de cor do impressionista Claude Monet.
A partir de 1991, sua pintura se transforma no que Cristina passou a chamar de muro de flor. A tela era frequentemente coberta, da base ao topo (all over), por dezenas de flores que barravam a visão do horizonte e, por conseguinte, limitavam a sensação de profundidade. Tendo como inspiração a obra (water lilies), de Monet versus tratamento pictórico à la impressionismo de Pollock e Guignard. Gostava do tratamento pictórico que Gerhard Richter dava aos seus quadros abstratos. Porém, em 1993 o (all over) muro de flor, tinha virado um beco sem saída para a artista. Muita matéria com pouca variação de tratamento, faziam com que ela se sentisse prisioneira da materialidade.

## Experiência na Alemanha
Buscando se libertar de toda essa materialidade Cristina consegue uma bolsa através do DAAD muda-se para Düsseldorf, na Alemanha, em 1993. Onde estuda sob orientação do artista conceitual holandês Jan Dibbets. No entanto, antes de iniciar seus estudos ela passa 3 meses em Brandemburgo, onde inicia um período de aquarelas através da observação da natureza e da botânica – flores, lagos, cisnes e folhas. Como se estivesse imersa num mundo deserto, ela cria uma atmosfera íntima, uma existência natural e pacífica. O espectador associa as ricas áreas de selva de sua terra natal a uma natureza quase paradisíaca e exuberante. A solidão e o estar em harmonia com a natureza são as expressões emocionais. Os desenhos também são um dos pontos fortes da artista, pois são vistos como iguais às pinturas. Não são esboços nem áreas de prática, mas centram-se nos detalhes que ela traz para diferentes contextos na sua pintura. Neles, Cristina Canale parece querer aproximar-se ainda mais da ação e oferecer-nos uma observação ainda mais intensa e focada. Nesse momento Cristina trabalha com a linha algo inédito já que esse gesto sempre fora renegado em sua poética artística.
Dessa maneira, quando a série zoom botânico, marco da depuração da pintura de Cristina ao início de sua experiência alemã entre 1993 e 1995, deixou de responder às suas indagações pictóricas, ela adentra no universo da forma e suas especificidades. Dessa vez, em lugar de processá-los por meio do desenho de detalhes vegetais observados diretamente nos parques e jardins, ela encontrou esses novos motivos em suas visitações aos museus em Berlim, encontrando nas formas vegetais e florais já processadas pelo Art Nouveau, e no geometrismo decorativo do Art Déco (1996-1998).
Nessa fase podemos perceber cores mais sóbrias e sobreposições mais estruturadas. Entre 1998 e 1999, a forma se torna mais autônoma, analogias diversas nascem em formas amorfas, sementes ou úteros. Nasce assim a série –poltronas. A organicidade permanece de certa forma, como também a ligação com a vida. Essas formas eram uma maneira de estruturar o espaço através de uma aparência dominante que poderia ser em forma de nuvem, copa de árvore ou poltrona. Cristina começa sentir a necessidade de adicionar aspectos arquitetônicos para que orientasse o espaço. As poltronas da fase anterior foram substituídas pelas casas ou se desmembraram em muros que se contrapõem ao cenário (o entorno paisagístico), do qual fazem parte, propondo uma nova espacialidade de cores luminosas. São, portanto, interferências geométricas, em um fundo gestual, mais fluído (vegetação, lago, piscinas).
Novamente o espírito inquietante de Cristina procura nova abordagem imagética. Nasce então o desejo de narrar uma história. Dessa maneira começam a surgir desenhos figurativos sem a necessidade de rigor a forma, além de brinquedos infantis como escorregadores e trepa-trepa inspirados em visitações pessoais de Cristina a parques infantis, devido o nascimento de sua filha. Além disso, suas composições passaram a investigar a espacialidade, a partir da sugestão de planos e profundidades e da maior fluidez no uso das cores, características que marcaram sua produção nesse período. Geralmente baseadas em cenas prosaicas do cotidiano, muitas vezes extraídas da fotografia publicitária, suas obras resultam de um elaborado trabalho de composição e se destacam por transitar entre a figuração que se esvai na abstração, por um lado, e a abstração que evoca uma figuração, por outro.
Para o curador e crítico de arte Tiago Mesquita, a produção de Canale contrapõe-se à busca por estruturas de constituição da imagem conforme artistas como Gerhard Richter ou Robert Ryman, uma vez que aborda “a imagem e os gêneros consagrados da pintura de forma subjetiva, acreditando em uma experiência singular”.No entanto, a partir dos anos 2000, resurge na Europa e nos Estados Unidos um retorno da figuração na pintura. Sendo assim, aos poucos no trabalho de Cristina essas paisagens começaram a ser habitadas por pessoas e bichos. Não há, ao que parece, uma delimitação entre personagens e fundo. Mas o desejo pela cor fazendo espaços-corpos, espaços-paisagens, enquanto nutrem entre si, quando em cena”
Um pouco mais tarde, cerca de 2006, Canale introduziu novos motivos de bom rendimento pictórico, tais como patas, padrões de pelo de animais domésticos, outras cores (cães de vários tipos e raças, gatos de rua, gatos de madame, cavalos de corrida etc.), que a reaproximaram, também, dos ambientes internos nos quais esses novos protagonistas costumam circular no cotidiano com planos mais próximos, e outro repertório de formas: ladrilhos, lajotas, passaram a orientar a organização espacial dos trabalhos.
Em 2010, surge em seu espaço iconográfico, estampas, pintadas nas roupas para depois se misturar nas paredes. Percebemos renascimento das formas anteriores ( poltronas e casas, por exemplo), que permanecem em seu trabalho. Porém com uma nova roupagem plástica ora metamorfoseada em uma vestimenta como em uma saia, ora pairando no espaço ou como um papel de parede em uma composição. Suas pinturas coloridas e vivas formam uma ponte entre sua antiga e nova casa. A pintora movimenta-se no campo de tensão entre o seu estado interior e o que a rodeia no cotidiano. As pessoas e seu ambiente geralmente definem uma atitude prática positiva e não convencional. A abertura e o imediatismo que Canale cria em suas obras podem ser compreendidos pelo espectador nas respectivas cenas e momentos. A distância entre as pessoas retratadas e o espectador é gradualmente minimizada. Isso também ocorre porque a pintora costuma usar fotos como modelo. Em cada quadro o artista não abre mão da visibilidade da pincelada individual. Ele ama a forma autônoma, poderosa e independente. Suas fotos coloridas refletem a vida de seus dois países de origem. Parece que tudo é muito comum, bastante exuberante e muito afirmativo.
Em 2018 , Cristiana Canale começa a variações de retratos. Sua inspiração alterna entre imaginação e de referências reais como fotografias dos mais variados temas. Sobre retratos Cristina diz: “ ao trabalhar com a paisagem comecei a pensar em colocar essa estética retratista, de paisagens. Então, eu fechei com essa série de retratos e a introdução é esse ambiente mais aberto de uma perspectiva mais ampla, que é a paisagem.
Em 2023, Canale mistura a tinta contrastando seu gesto pictórico em conjunto com a materialidade de tecido estampado sobre tela, criando uma espécie de colagem em 3D em sua composição. Além do mais, como observa Victor Gorgulho, em seu texto “Cristina Canale: a parte pelo todo”, assinala que “não seria errado afirmar que os rostos representados por Canale, quase sempre desprovidos de olhos/bocas/narizes, são frutos (eles também) da descoberta já longínqua das tais figuras ovóides-vegetais-disformes sobre as quais Canale se dedicou a investigar a partir de meados da década de 1990”. “Arrisco dizer que somos então atravessados por uma epifania: os rostos de Canale têm, sem dúvida, olhos, bocas, narizes e tantas outras formas mais. A maestria do processo da artista talvez seja nos fazer acreditar na ideia de um vazio aparente – tolice pura, a nossa! A verdade é que apenas nós não somos capazes de ver tais formas ali representadas, ao passo que apenas os olhos cristalinos de Cristina Canale as veem constantemente, como se nunca tivessem deixado de ali estarem, perfeitamente delineadas sobre a superfície de suas telas”.

## Exposições

### Exposições individuais selecionadas:[6]
- 2024: A Casa e o sopro, Instituto Ling, Porto Alegre, Rio Grande do Sul, Brasil;
- 2021: The Encounter, Galeria Nara Roesler, New York, EUA;
- 2018: Cabeças/Falantes, Galeria Nara Roesler, São Paulo, Brasil[17];
- 2017: Things and Beings, Galeria Nara Roesler, New York, EUA;
- 2015: Cristina Canale: Zwischen den Welten, Kunstforum Markert Gruppe, Hamburg, Alemanha;
- 2014: Entremundos, Paço Imperial, Rio de Janeiro/RJ, Brasil[18] | Entre o ser e as coisas, Galeria Nara Roesler, São Paulo, Brasil | Espelho e Memória — Spiegel und Erinnerung, Galerie Atelier III, Barmstedt, Alemanha;
- 2013: Protagonisten, Galerie p13, Heidelberg, Alemanha | Protagonista e Domingo, Instituto Figueiredo Ferraz (IFF), Ribeirão Preto/SP, Brasil;[19]
- 2012: Cabeça-tronco-membros, Bolsa de Arte, Porto Alegre/RS, Brasil | Pars Pro Toto, Silvia Cintra Galeria de Arte+Box4, Rio de Janeiro/RJ, Brasil;
- 2011: Sem palavras, Galeria Nara Roesler, São Paulo/SP, Brasil;
- 2010: Arredores e rastros, Museu de Arte Moderna do Rio de Janeiro (MAM Rio), Rio de Janeiro/RJ, Brasil;[20]
- 2009: Contos, Silvia Cintra Galeria de Arte+Box4, Rio de Janeiro/RJ, Brasil;
- 2008: Mondo Cane, Galeria Nara Roesler, São Paulo/SP, Brasil;
- 2007: Caiçaras, Bolsa de Arte, Porto Alegre/RS, Brasil | Cenas, Galeria Baginski, Lisboa, Portugal | Pintura face a face, Instituto Tomie Ohtake, São Paulo/SP, Brasil;
- 2006: Banhistas, Silvia Cintra Galeria de Arte+Box4, Rio de Janeiro/RJ, Brasil;
- 2005: Arredores, Galeria Nara Roesler, São Paulo/SP, Brasil;
- 2003: Rastros, Paço das Artes, São Paulo/SP, Brasil | Paraíso, Galeria AM, Belo Horizonte/MG, Brasil;
- 2002: Áreas de lazer, Galeria Anna Maria Niemeyer, Rio de Janeiro/RJ, Brasil;
- 2001: Wohnzimmer und andere Gemütlichkeiten, Kunstverein Genthiner Elf, Berlin, Alemanha;
- 2000: Grenzenlos, Städtisches Museum Eisenhüttenstadt, Eisenhüttenstadt, Alemanha | Amor proibido, Paço Imperial, Rio de Janeiro/RJ, Brasil;
- 1999: Interiores, Galeria de Arte São Paulo, São Paulo/SP, Brasil | Sem fronteiras, Palácio das Artes, Belo Horizonte/MG, Brasil;
- 1998: Flutuantes, Galeria Anna Maria Niemeyer, Rio de Janeiro/RJ, Brasil;
- 1995: De cisnes, folhagens e ornamentos, Paço Imperial, Rio de Janeiro/RJ, Brasil;
- 1992: Branco dominante, Galeria de Arte São Paulo, São Paulo/SP, Brasil;
- 1987: Novos Novos, Galeria de Arte do Centro Empresarial Rio, Rio de Janeiro/RJ, Brasil.

### Exposições coletivas[6]
- 2019: Ateliê de Gravura: da tradição à experimentação, Fundação Iberê Camargo (FIC), Porto Alegre/RS, Brasil;
- 2018: Mulheres na Coleção MAR, Museu de Arte do Rio (MAR), Rio de Janeiro/RJ, Brasil | MACS Fora de Casa – Poéticas do feminino, Sesc Sorocaba, Sorocaba/SP, Brasil;
- 2017: Alucinações à beira mar, MAM Rio, Rio de Janeiro/RJ, Brasil | Modos de ver o Brasil: Itaú Cultural 30 anos, Oca – Pav. Gov. Lucas Nogueira Garcez, Parque do Ibirapuera, São Paulo/SP, Brasil;
- 2016: A cor do Brasil, MAR, Rio de Janeiro/RJ, Brasil | Em polvorosa – Um panorama das coleções do MAM Rio, MAM Rio, Rio de Janeiro/RJ, Brasil;
- 2015: O espírito de cada época, Instituto Figueiredo Ferraz (IFF), São Paulo/SP, Brasil;
- 2014: Adensamento e expansão: arte contemporânea – acervo CCUFG, Centro Cultural UFG (CCUFG), Universidade Federal de Goiás (UFG), Goiânia/GO, Brasil | Figura humana, CAIXA Cultural Rio de Janeiro, Rio de Janeiro/RJ, Brasil | Prática portátil, Galeria Nara Roesler, São Paulo/SP, Brasil;
- 2012: Além da forma, Instituto Figueiredo Ferraz (IFF), Ribeirão Preto/SP, Brasil;
- 2011: O colecionador de sonhos, Instituto Figueiredo Ferraz (IFF), Ribeirão Preto/SP, Brasil | VI VentoSul – Bienal de Curitiba, Curitiba/PR, Brasil;
- 2010: I Mostra do Programa de Exposições de 2010, Centro Cultural São Paulo (CCSP), São Paulo/SP, Brasil;
- 2009: Dentro do traço, mesmo, Fundação Iberê Camargo (FIC), Porto Alegre/RS, Brasil;
- 2007: Um século de arte brasileira – Coleção Gilberto Chateaubriand. Exposição itinerante: Museu Oscar Niemeyer (MON), Curitiba/PR, Brasil; Museu de Arte Moderna da Bahia (MAM-Bahia), Salvador/BA, Brasil | 80/90: modernos, pós-modernos etc., Instituto Tomie Ohtake, São Paulo/SP, Brasil;
- 2006: //PARALELA 2006, Pavilhão Armando de Arruda Pereira, Parque do Ibirapuera, São Paulo/SP, Brasil | É hoje na arte brasileira contemporânea – Coleção Gilberto Chateaubriand. Exposição itinerante: Museu Oscar Niemeyer (MON), Curitiba/PR, Brasil; Pinacoteca do Estado de São Paulo, São Paulo/SP, Brasil; Centro Cultural Santander, Porto Alegre/RS, Brasil;
- 2005: Transeuntes – América Latina, Museu de Arte Contemporânea da Universidade de São Paulo (MAC-USP), São Paulo/SP, Brasil | Discover Brazil – Aktuelle Malerei, Skulptur, Installation, Ludwig Museum im Deutschherrenhaus, Koblenz, Alemanha | Arte em Metrópolis, Instituto Tomie Ohtake, São Paulo/SP, Brasil;
- 2004: Onde está você, Geração 80?, Centro Cultural Banco do Brasil (CCBB), Rio de Janeiro/RJ, Brasil;
- 2003: Marcantonio Vilaça – Passaporte contemporâneo, MAC-USP, São Paulo/SP, Brasil | Arte em diálogo – Artistas do Brasil e da Noruega, MAM Rio, Rio de Janeiro/RJ, Brasil | Grenzsignale, ARCIS-DAAD, Santiago de Chile, Chile;
- 2002: Caminhos do Contempôraneo – 1952/2002, Paço Imperial, Rio de Janeiro/RJ, Brasil | Em matéria de natureza. Exposição itinerante: Solar Grandjean de Montgny, Rio de Janeiro/RJ, Brasil; Instituto Cultural Brasileiro (ICBRA), Berlin, Alemanha; Maison de l’Amérique latine, Paris, França | Coleção Metrópolis de Arte Contemporânea, Pinacoteca do Estado de São Paulo, São Paulo/SP, Brasil;
- 2001: Espelho cego: seleções de uma coleção contemporânea. Exposição itinerante: Museu de Arte Moderna Aloisio Magalhães (MAMAM), Recife/PE, Brasil; Espaço Cultural Contemporâneo Venâncio, Brasília/DF, Brasil; Museu de Arte Moderna de São Paulo (MAM-SP), São Paulo/SP, Brasil; Paço Imperial, Rio de Janeiro, Brasil | Bilderwetter, Kulturring, Berlin, Alemanha | Cristina Canale, Osmar Pinheiro, Sérgio Sister, Galeria A Hebraica, São Paulo/SP, Brasil;
- 1998: Arte brasileira contemporânea, Künstlerhaus Bethanien GmbH, Berlin, Alemanha | Moto migratório: quatro artistas brasileiros na Alemanha, MAC-USP, São Paulo/SP, Brasil | Der brasilianische Blick. Um olhar brasileiro. Sammlung Gilberto Chateaubriand / MAM-RJ. Exposição itinerante: Kunstmuseum, Heidenheim, Alemanha; Luwig Forum für Internationale Kunst, Aachen, Alemanha; Haus der Kulturen der Welt, Berlin, Alemanha;
- 1997: Peinture – Trau Deinen Augen, Hausvogteiplatz 2, Stiftung Starke, Berlin, Alemanha | 8 artistas brasileiros, Universität Greifswald, Greifswald, Alemanha;
- 1996: Dialog: experiências alemãs, MAM Rio, Rio de Janeiro/RJ, Brasil | ORGANICUS: formas e materiais / arte contemporânea brasileira. Exposição itinerante: Galerie Drei, Dresden/SN, Alemanha; Instituto Cultural Brasileiro (ICBRA), Berlin, Alemanha | Contrapartida: 12 artistas brasileiros e alemães, Kunstspeicher, Potsdam, Alemanha;
- 1995: Anos 80: o palco da diversidade, Coleção Gilberto Chateaubriand, Galeria de Arte do SESI, São Paulo/SP, Brasil;
- 1994: Images of the 80’ and 90’, Museum of Americans, Washingto/DC, EUA | The Exchange Show: 12 pintores de San Francisco e Rio de Janeiro. Exposição itinerante: Center for Arts Yerba Buena Gardens, San Francisco, EUA; MAM Rio, Rio de Janeiro/RJ, Brasil;
- 1993: Wiepersdorf 93, Wiepersdorf Castle, Wiepersdorf, Alemanha | Guignard: a escolha do artista, Paço Imperial, Rio de Janeiro/RJ, Brasil;
- 1992: EcoArt, MAM Rio, Rio de Janeiro/RJ, Brasil | Avenida Central, Museu Nacional de Belas Artes (MNBA), Rio de Janeiro/RJ, Brasil;
- 1991: 21º Bienal Internacional de Arte de São Paulo, Fundação Bienal de São Paulo – Pavilhão Ciccillo Matarazzo, São Paulo/SP, Brasil | BR-80, pintura brasileira dos anos 80, Fundação Casa França-Brasil, Rio de Janeiro/RJ, Brasil | viva brasil viva: konst från Brasilien, Liljevalchs Konsthall, Estocolmo, Suécia;
- 1990: Arte moderna brasileira – Coleção Gilberto Chateaubriand, MAM Rio, Rio de Janeiro/RJ, Brasil | Olhar Van Gogh. Exposição itinerante: MASP, São Paulo/SP, Brasil; Escola de Artes Visuais do Parque Lage (EAV Parque Lage), Rio de Janeiro/RJ, Brasil; Palácio das Artes, Belo Horizonte/MG, Brasil; Museu de Arte de Brasília (MAB), Brasília/DF, Brasil;
- 1989: Novos valores da arte latino-americana, Museu de Arte de Brasília (MAB), Brasília/DF, Brasil | Canale, Fonseca, Milhazes, Pizarro, Zerbini. Exposição itinerante: Fundação Nacional das Artes (Funarte), Rio de Janeiro/RJ, Brasil; Museu Municipal de Arte de Curitiba, Curitiba/PR, Brasil; MAC-USP, São Paulo/SP, Brasil;
- 1984: Como vai você, Geração 80?, EAV Parque Lage, Rio de Janeiro/RJ, Brasil.

## Prêmios
- 1986: 10º Salão Carioca de Arte, Estação Carioca do Metrô Rio de Janeiro/RJ, Brasil.[21]